# Незнайомка (телесеріал)
«Незнайомка» (англ. The Stranger) — британський вебсеріал в жанрі містичного трилеру. Оснований на однойменному романі 2015 року Гарлана Кобена Прем'єра мінісеріалу відбулася 30 січня 2020 року на Netflix.. Головні ролі виконали Річард Армітедж, Шивон Фіннеран, Дженніфер Сондерс і Ганна Джон-Кеймен.

## Синопсис
Таємнича незнайомка розказує чоловіку секрет, який катастрофічно впливає на його, здавалося б, ідеальне життя. Незнайомка— жінка двадцяти років у бейсбольній кепці, і, як стає відомо у міру розвитку сюжету, пов’язана з багатьма іншими таємницями. Цей секрет зачіпляє дружину чоловіка, яка зрештою зникає.

## Акторський склад і персонажі

### Головні ролі
- Річард Армітедж — Адам Прайс — протагоніст, чоловік Корінни Прайс, а також батько Томаса і Раяна. Адам— перша людина в серіалі, до якого звернулася таємнича жінка у бейсбольній кепці. Вона розповідає Адаму про те, що його дружина зімітувала вагітність, що виявилося правдою. Корінн дізнається, що відомо Адаму, і загадково зникає, написавши йому повідомлення, що їй потрібно трохи часу для себе. Оскільки її таємниче зникнення є однією з основних загадок серіалу, причетність Адама до незнайомки та зникнення дружини стає все більш помітною.
- Шивон Фіннеран — детектив-сержант Йоганна Гріффін — детектив поліції, якій спершу доручили розслідувати справу про обезголовлювання альпаки. У міру розвитку сюжету вона знаходить зв’язок між незнайомкою та іншими справами, які з нею пов’язані. Надалі вона розслідує справу, яка пов’язана з таємничим зникненням Корінни, а також вбивством Гайді Дойл.
- Дженніфер Сондерс — Гайді Дойл — жінка, яка володіє кондитерською. Вона дізнається, що її дочка була залучена до проституції Незнайомкою. Незнайомка погрожує Гайді, вимагаючи гроші, інакше секрет її дочки буде розкритий. Пізніше до Гайді звертається Патрік Кац, який стверджує, що розслідує справу її дочки, але виявляється, що він переслідує Незнайомку. Конфлікт Гайді з Патріком призвів до її вбивства. Йоганна Гріффін бере на себе справу та емоційно розчарована, оскільки Гайді була її подругою. Убивство Гайді стає вторинним конфліктом в серіалі.
- Шон Дулі — Даг Трипп — давній друг і сусід Адама, який допомагав Корінн керувати місцевим чоловічим футбольним клубом.
- Пол Кей — Патрік Кац — поліцейський, який намагається переслідувати Незнайомку. Він наважився на вбивство Гайді Дойл, яка володіла інформацією про Незнайомку. Патрік намагається зробити все можливе, щоб слідчі не дізнались про його причетність до вбивства Гайді, оскільки він співпрацює з поліцією.
- Дервла Кірван — Корінн Прайс — дружина Адама Прайса, мати Раяна і Томаса. У Корінн був секрет, який Незнайомка розказала її чоловіку. Корінн зімітувала вагітність, яку надалі Адам розслідував. Ця таємниця справляє катастрофічний вплив на сім’ю, унаслідок чого Корінн зникає безвісти. Зникнення Корінн стає основним конфліктом в серіалі, оскільки до нього залучений Адам. Пізніше виявилося, що Незнайомка шантажувала більше людей, а не тільки Корінн.
- Кадіфф Кірван — детектив-констебль Веслі Росс — детектив, який допомагає Йоганні Гріффін у справі обезголовленої альпаки і голого хлопця, якого знайшли біля озера.
- Джейкоб Дадман — Томас Прайс — старший син Адама і Корінн Прайсів, і старший брат Раяна Прайса. У Томаса був ще один секрет, який зберігався упродовж всього серіалу. До нього залучені його друзі— Дейзі Гой і Майк Трипп. Всі троє намагались приховати свою причетність в подальшому поліцейському розслідуванні.
- Елла-Рей Сміт — Дейзі Гой — кохана Томаса, яка ходить з ним в школу. Дейзі зберігала секрет після того, як друг Томаса, Майк, нібито відправив недоречні фотографії сестри Дейзі, Елли, змусивши Дейзі взяти справу в свої руки.
- Брендон Феллоуз — Майк Трипп — друг Томаса, який зробив щось не так після того, як його організм накачався наркотиками, що змусило поліцію розслідувати це. Він разом із Томасом і Дейзі намагаються приховати свою причетність.
- Міша Гендлі — Раян Прайс — молодший син Адама і Корінн Прайсів, і молодший брат Томаса Прайса. Він грає у футбол біля клубу, де до його батька, Адама, звертається Незнайомка. Раян не знає про секрет своєї мами, але стає залученим разом з його братом і батьком після того, як вона зникає. Він намагається допомогти своїй сім’ї знайти її, але водночас він розчарований і травмований зникненням матері.
- Ганна Джон-Кеймен — Незнайомка — одна з головних антагоністів серіалу. Жінка двадцяти років у бейсбольній кепці, одягнена в чорне. Вона дізнається про секрети, підходить до інших людей, і погрожує їхнім сім’ям чи близьким друзям розкрити їх, вимагаючи гроші. У міру розвитку сюжету, вона займає помітне місце в серіалі. Вперше її видно у футбольному клубі, де вона розмовляє з Адамом, а потім вона підходить до різних персонажів серіалу і розказує, що їй відомо. Адам, разом із детективом-сержантом Йоганною Гріффін, намагається дізнатись більше про Незнайомку. Розшукуючи свою дружину, Адам слідкує за Незнайомкою, щоб дізнатись більше про те, що вона знає. У міру розвитку серіалу про Незнайомку стає відомо дедалі більше.
- Стівен Рі — Мартін Кіллейн — приватний детектив у відставці, якого Адам Прайс представляє у справі, щоб захистити його дім від знесення жадібним забудовником.
- Ентоні Гед — Едгар Прайс — батько Адама, бабій і забудовник, чиї стосунки з сином порушені як на особистому, так і на професійному рівні.

### Другорядні ролі
- Лілі Лавлесс — Інгрід Присбі
- Кай Александр — Данте Гуннарссон
- Джейд Гаррісон — Вікі Гой
- Келлі Кук — Кімберлі Дойл
- Роберт Івенс — Макс Боннер
- Дон Жилет — Філліп Гріффін
- Арета Айех — Сюзанн Гоуп
- Ейс Бхатті — Парт Кугалем
- Джемма Пауелл — Бекка Трипп
- Індія Браун — Елла Гой — молодша сестра Дейзі. Дейзі намагається помститись за свою сестру після того, як з її телефону були відправлені недоречні фотографії її інтимних частин. Передбачалось, що фотографії відправив друг Томаса, Майк.
- Джої Анса — Стюарт Гоуп
- Камілла Арфведсон — Саллі Прентіс

## Епізоди
| № серії | Назва серії | Режисер(и)    | Сценарист(и)     | Оригінальна дата виходу |
| ------- | ----------- | ------------- | ---------------- | ----------------------- |
| 1       | «Епізод 1»  | Деніел О'Хара | Денні Броклгерст | 30 січня 2020           |
| 2       | «Епізод 2»  | Деніел О'Хара | Мік Форд         | 30 січня 2020           |
| 3       | «Епізод 3»  | Деніел О'Хара | Карла Кром       | 30 січня 2020           |
| 4       | «Епізод 4»  | Ганна Квінн   | Денні Броклгерст | 30 січня 2020           |
| 5       | «Епізод 5»  | Ганна Квінн   | Шарлотта Кобен   | 30 січня 2020           |
| 6       | «Епізод 6»  | Ганна Квінн   | Мік Форд         | 30 січня 2020           |
| 7       | «Епізод 7»  | Деніел О'Хара | Денні Броклгерст | 30 січня 2020           |
| 8       | «Епізод 8»  | Деніел О'Хара | Денні Броклгерст | 30 січня 2020           |

## Виробництво
В січні 2019 року було оголошено, що Netflix розпочав створення мінісеріалу, основаного на романі 2015 року Гарлана Кобена. Адаптований сценарій напише Денні Броклгерст, а Річард Армітедж виконає головну роль. До березня до акторського складу приєдналися Шивон Фіннеран, Ганна Джон-Кеймен, Дженніфер Сондерс, Ентоні Гед і Стівен Рі.

### Зйомки
Зйомки почались у березні 2019 року в Манчестері. У квітні сцени зняли в Бері та Болтоні, а в червні — у Стокпорті.

## Сприйняття критиками
На сайті Rotten Tomatoes серіал має рейтинг 83% із середнім балом 6,63/10 на основі 24-х рецензій від кінокритиків. Критичний консенсус сайту стверджує: «Якщо й не такий захоплюючий, як його першоджерело, «Незнайомка» має сильний акторський склад і удосталь напруги, щоб глядачі залишались на краю своїх місць». На Metacritic серіал отримав 62 бали зі 100 на основі 5 рецензій від кінокритиків, що свідчить про «загалом позитивні рецензії».
Мелані Макфарленд з інтернет-видання Salon написала про серіал як про «лабіринт через його численні справи — з деталями, які заплямовані вміло прихованими обманами чи старими-добрими контролюючими речовинами; акторська гра в якому є достатньо привабливою, щоб з самого початку зацікавлювати людей, зрештою заманюючи їх».
Ед Каммінг із The Independent назвав «Незнайомку» «цікавою твариною, майже чистою таємницею, яка показує свою техніку так наївно, що це майже не дозволяє тобі перемкнутися».